# Molí de l'Esclop
El Molí de l'Esclop és una obra de Caldes de Montbui (Vallès Oriental) protegida com a bé cultural d'interès local. Del molí de l'Esclop només es conserven algunes parts dels murs amb finestres.

## Història
Les primeres dades que es tenen del molí són del 1677. al llarg del temps ha rebut diversos noms: molí d'en "Caldes", molí de Pere "Roig", molí de Pere "Llunes" (1410), el molí "al peu de la torre den Llunes" (1566), "lo moliner del molí d'en Palmes alias Escloper" (1730), "lo molí fariner cituat sota les muralles". L'any 1763 pertanyia a Bonaventura Vall-Llosera i al 1851 del Llobet. El nom actual de Molí dels Esclops va aparèixer a mitjans del segle xix. Possiblement al peu de la vila, pròxims a aquest molí, en el carrer dels calciners, se situaren d'altres molins al llarg de la història.